# NGC 7201
NGC 7201 é uma galáxia espiral (Sa) localizada na direcção da constelação de Piscis Austrinus. Possui uma declinação de -31° 15' 50" e uma ascensão recta de 22 horas, 06 minutos e 32,0 segundos.
A galáxia NGC 7201 foi descoberta em 27 de Setembro de 1834 por John Herschel.